# Così semplice
Così semplice (Be hamin sadegi) è un film del 2008 diretto da Reza Mirkarimi.

## Riconoscimenti
- Giorgio d'Oro 2008 al Festival di Mosca